# Мокрище
Мокрище е село в Южна България. Намира се в община Пазарджик, област Пазарджик. 

## География
Село Мокрище е разположено в Тракийската низина на 2,5 километра югозападно от град Пазарджик и на 114 километра югоизточно от столицата София. Други близко разположени селища са: Главиница (3 км), Звъничево (4 км), Алеко Константиново (5 км), Ляхово (6 км), Братаница (8 км), Паталеница (10 км).
През него минава ж.п.-линията София–Пловдив. Има ж.п.-спирка за пътнически влакове. Покрай селото минава главният път E80 София–Пловдив. В землището на селото се намират помпени станции, които снабдяват Пазарджик с питейна вода.

## История
В землището на селото има много могили от времето на траките. През 2011 година край пътя за град Пазарджик в нива (в местността Татар мезар) са открит питос (делва за съхранение на зърно) и керамика. Находката е в Регионалния исторически музей, Пазарджик. През землището е минавал пътят от Сердика (София) за Филипопол (Пловдив) – има останки от него и от мост, останал от времето на римляните.
Самото село е основано през 1669 година и до 1934 г. носи името Ямурчево. Първоначално на това място е имало само 1 ферма за овошки и едва след това е застроено. По-късно основен поминък става отглеждането на ориз; именно заради много оризища, то е преименувано на Мокрево. И впоследствие водеща роля има земеделието; силно развити са зеленчукопроизводството и отглеждането на цветя.
През 1872 г. Васил Левски при една от своите обиколки в Пазарджишко основава революционен комитет в Мокрище. На събранието за подготовка на Априлското въстание в Оборище участват 3-ма представители от село Мокрище, но преждевременното избухване на въстанието изпреварва завръщането им в селото.
В покрайнините на селото е построен соларен парк.

## Население
По население е сред най-големите в общината, макар че спада (предполагаемо и към 2023 г.). Според някое от по-късните преброявания то е около 1800 души, докато през 2013 година жителите на селото са наброявали около 2000 души, а през 1985 година - над 2200 души.
Преимуществено (ако ли не и единствената) изповядваната религия в селото е православното християнство. 
В местната, относително наскоро (20. - 21. век) построена църква, камбаната е подарък от митрополит Натанаил Неврокопски (майка му и баща му се преселват в село Мокрище през 1957 г. от село Копривлен, Гоцеделчевско).
В селото действа местно читалище - НЧ „Република – 1950“. То се гордее и със самодейния си състав за фолклорно творчество „Деница“. Самодейците са активи участници в различни конкурси и печелят ред грамоти, награди и медали от представянията си.

## Личности
Починали в Мокрище
- Кочо Димитров Балтаджиев (?-1964) – македоно-одрински опълченец от четата на Михаил Даев. Роден в село Кобалища, Егейска Македония;

1. ↑  www.grao.bg